# Museu Nacional de Imigração e Colonização
O Museu Nacional de Imigração e Colonização localizado na cidade de Joinville, norte de Santa Catarina, guarda memórias, histórias e objetos relacionados à imigração no Sul do Brasil. A sua criação se deu através do do Projeto de Lei 3055/1953, de autoria do então deputado federal Plácido Olímpio de Oliveira, que aprovado originou a Lei Federal nº 3.188 de 02/07/1957. O Museu se dedica a recolher objetos e documentos escritos relacionados ao processo histórico de imigração e colonização.
Quando criado o Museu, o então Serviço do Patrimônio Histórico Nacional firmou convênio com a Prefeitura Municipal de Joinville com o objetivo de instalar esta Unidade Museológica. Para isso, foi criada uma Comissão de Cidadãos Voluntários, partidários da política de preservação, para recolher objetos relacionados à imigração. 
Atualmente, a propriedade que compreende uma área de 6 mil m², possui espaços expositivos que contam histórias da vida rural e urbana da região.
Apesar de já ser grande, o terreno era ainda maior na época em que o casarão foi construído, pois contava com a Alameda Brüstlein ou Rua das Palmeiras como parte integrante do jardim. Em 1873 quando as palmeiras imperiais foram plantadas no local em que se encontram, não existia a atual Rua Rio Branco, a rua do Museu, de modo que acesso principal se dava pela Rua das Palmeiras, que nos primeiros anos era uma via particular. Foram plantadas inicialmente 56 palmeiras, número que diminuiu para 52, quando foi necessária a abertura da Rua Rio Branco e a ampliação da Rua do Príncipe. Atualmente há em torno de 90 palmeiras, número que aumentou em virtude da preocupação de manter a rua com sua espécime original, visto que as palmeiras imperiais tem vida máxima de 200 anos.
Desde 1957, o Museu é uma instituição que foi criada para tratar da imigração no sul país. Assim, encontra-se inscrito no Roteiro Nacional de Imigração (IPHAN/MINC), projeto de pesquisa e preservação do patrimônio cultural das comunidades descendentes de imigrantes (alemães, italianos, poloneses, ucranianos, entre outros).

## O Casarão
O Casarão, também conhecido como "Maison de Joinville" teve o início da sua construção em 1867 e foi concluído em 1870, o projeto da casa foi elaborado por Frederico Bruestlein, administrador dos bens do Príncipe de Joinville. 

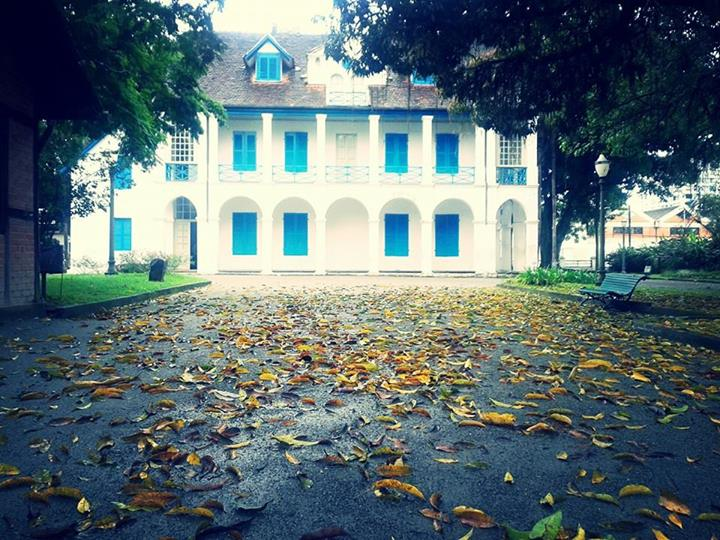

O Sr. Frederico Bruestlein, em 15 de outubro de 1865, assumiu o cargo de representante do Príncipe de Joinville e do Duc d’Aumale. Encontrou ele uma velha casa de administração em estado deplorável, o madeiramento do terraço apodrecido e meio caído além haver cupins na casa de habitação a  qual uma reforma seria inviável.
Em 13 outubro de 1866 com o objetivo de ser a administração dos bens do Príncipe de Joinville e também a sede administrativa da Colônia Dona Francisca, Brüstlein entregou o projeto para aprovação, a verba inicial foi de 10 contos de reis. Escolheu então o Sr. Bruestlein o terreno apropriado para a nova construção. A habitação antiga achava-se no terreno do Príncipe de Joinville, uma área de 100 X 100 braças quadradas (equivalente a 48400 m²) num terreno de frente à “Ziegelstrasse”, hoje Rua do Príncipe. O padrão de arquitetura do casarão é inspirado nas casas da burguesia de Paris
O termo “Palácio dos Príncipes”, o qual é equivocadamente chamado, que não foi construído para servir de residência aristocrática à família Orleans, mas sim, em forma de simples “casarão colonial ao estilo burguês destinado para casa de administração na Colônia Dona Francisca. Nunca foram encontradas cartas ou documentos da época a designação da palavra “Palácio”. Aparece pela primeira vez num anúncio publicado na “Colonie Zeitung” de 23 de maio de 1874, que foi transcrita: “Argolinha. Terá lugar a corrida às 3 horas da tarde em frente ao PALÁCIO DE SUA ALTEZA o Sr. Príncipe de Joinville no dia 24 do corrente. E dará seu baile na casa do Sr. Kalotschke no mesmo dia. Outrossim quem achar a lista dos sócios da Argolinha entregar ao João Baptista que gratificará”.
A "Maison de Joinville" foi tombada pelo antigo Serviço do Patrimônio Histórico e Artístico Nacional (atual IPHAN) em 1939 por conta da importância histórica para a cidade de Joinville, sendo uma das primeiras construções fora do litoral brasileiro a serem tombadas e que não estava ligada diretamente a "brasilidade" em alta na época.
Após a morte do Sr. Bruestlein, outros representantes dos herdeiros dos príncipes viveram no casarão com suas famílias até 1957, quando foi adquirida pela Prefeitura de Joinville dos herdeiros do Príncipe. Durante quatro anos ficou fechada para a adaptação de casa para museu tendo a sua aberta como museu em 1961.
A casa conta com piso térreo e mais dois pavimentos. O piso térreo e o primeiro andar possuem colunas externas que formam uma varanda circundando quase toda a residência em seus respectivos andares. O segundo andar não possui varanda circundante. O telhado da casa tem duas águas, uma que dá para frente e outra para trás. O segundo andar esta dentro do telhado, deste modo as varandas neste andar são laterais e não circundantes.
Não há laje de concreto entre os pavimentos, sendo estes separados pelo forro do andar
inferior e o assoalho do andar superior, ambos feitos de madeira. Não há colunas de aço tampouco de concreto armado, toda a sustentação dos andares é feita distribuindo-se o peso nas paredes de tijolos e nas colunas externas feitas do mesmo material. Pode-se notar que as paredes do térreo possuem uma grande espessura, se comparadas às atuais paredes, e vão diminuindo andar por andar. A principal cor do casarão é o branco, sua cor original vem do material empregado em sua pintura, a cal. 
O prédio de mais 850 m² representa bem o estilo arquitetônico predominante: o neoclássico; possuindo simetria, uso de colunas e arcos, pórtico colunado e frontão triangular. 

## Galpão de tecnologia patrimonial

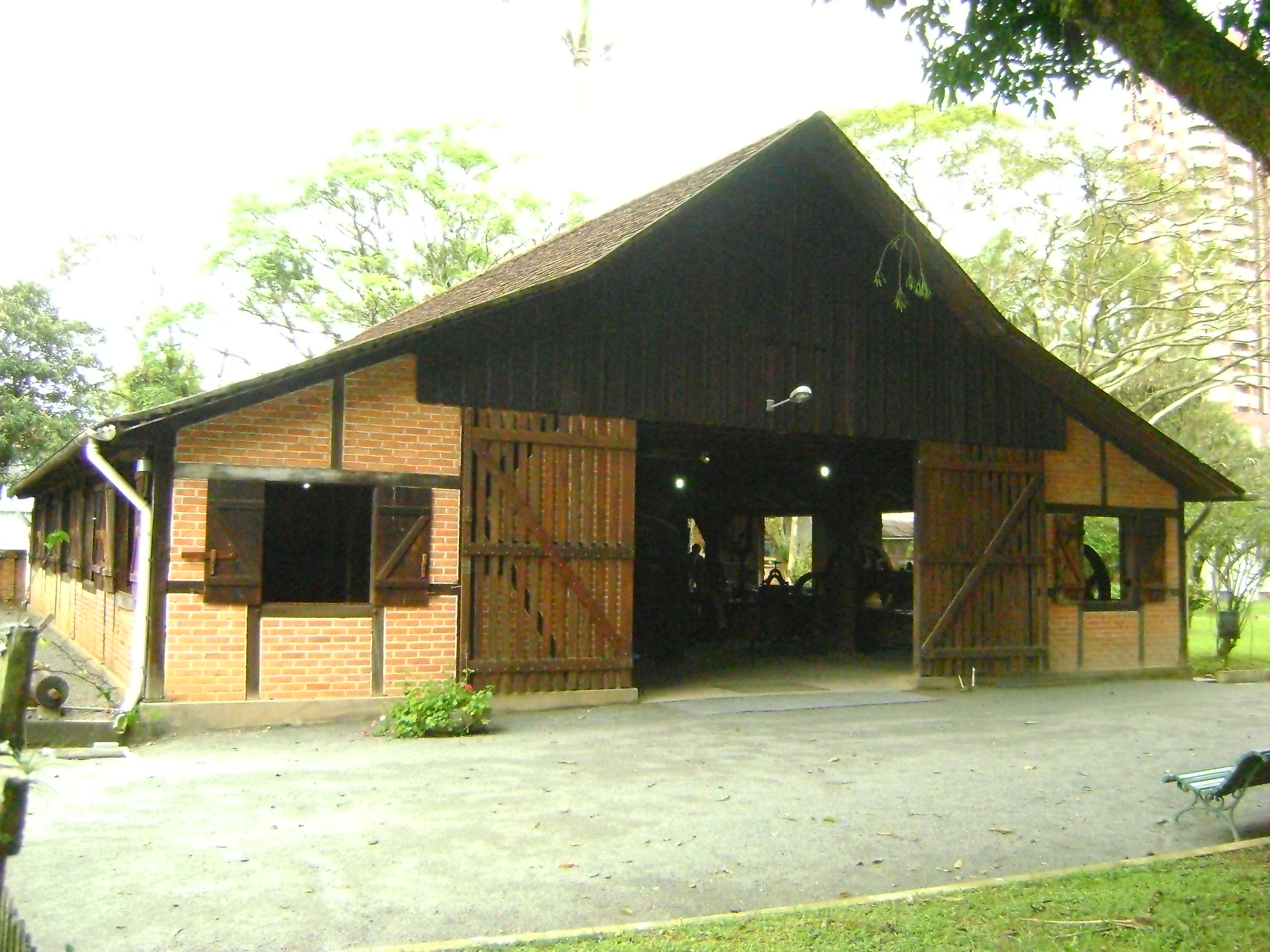
Galpão de Tecnologia

A arquitetura remete à técnica enxaimel, utilizando madeiras com preenchimentos em tijolos. Esta edificação foi construída em 1963 para abrigar os acervos de tecnologia patrimonial. Nessa técnica não há pregos, somente encaixes também em madeira. O espaço possui aproximadamente 280 metros quadrados. 
No galpão de tecnologia patrimonial encontra-se um acervo com peças de grande porte, como exemplares de engenho de farinha, engenho de erva-mate, moenda de cana-de-açúcar, canoa e carro de boi, além de instrumentos dos ofícios e modos de saber-fazer dos habitantes das pequenas propriedades rurais com mão-de-obra familiar e produção diversificada como alambique e tear. 
O galpão está fechado desde fevereiro de 2013 por apresentar problemas estruturais e desde então aguarda reformas.

## Galpão de transportes

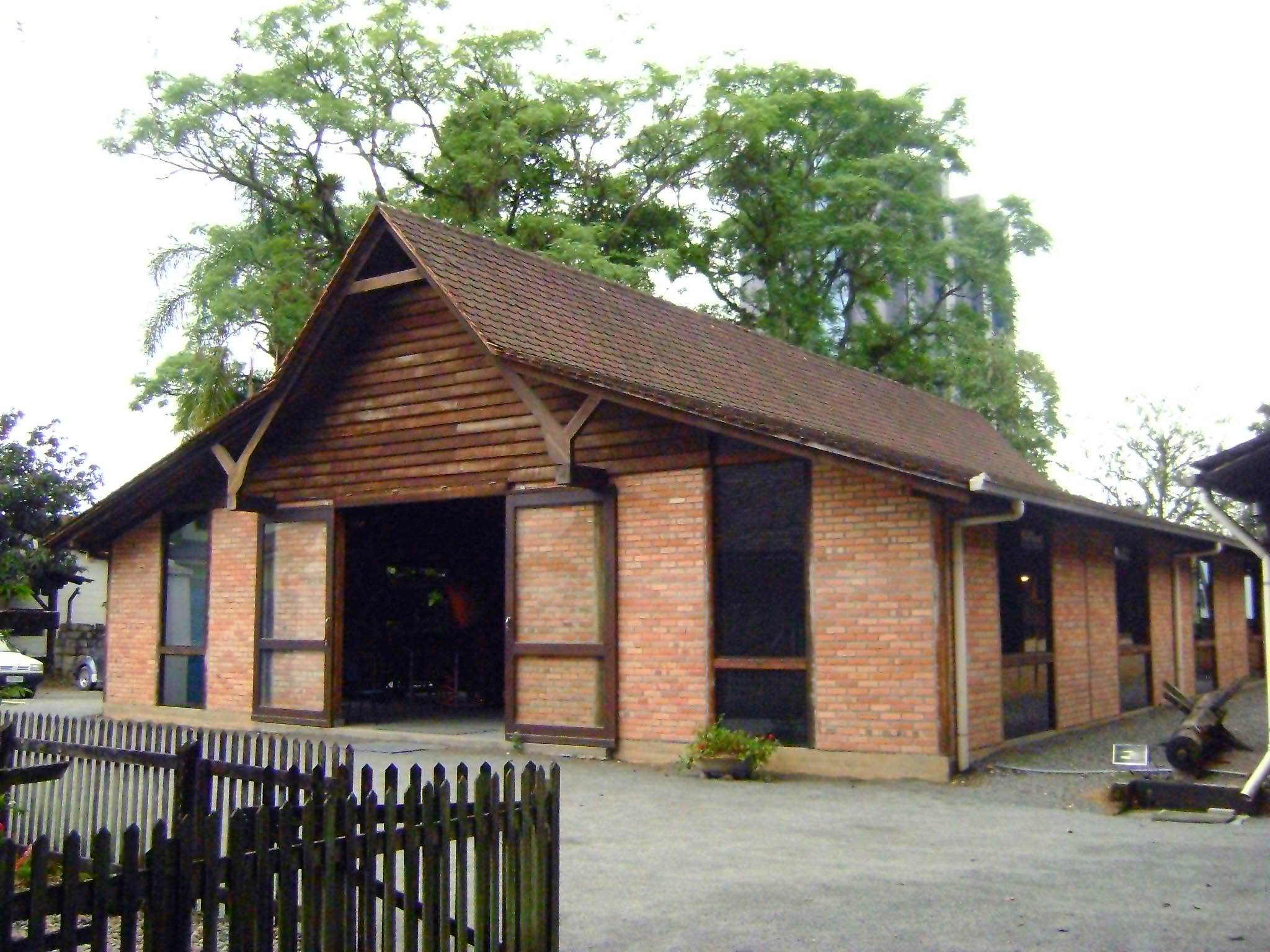
Galpão de Transportes

O galpão de transportes, com o visual inspirado nas construções enxaimel foi construído em 2006, aberto ao público em 2007. O projeto construtivo recebeu orientações do IPHAN – Instituto do Patrimônio Histórico e Artístico Nacional, no sentido de se diferenciar das construções já existentes no museu. Pode-se perceber que seu telhado conta com linhas mais acentuadas e retas e suas janelas confeccionadas em vidros permitem a entrada de luz natural. Importante ressaltar que sua técnica construtiva imita o enxaimel, não se propõe a fazê-lo possui de mais de 250 m² contém vários meios de transporte usados em Joinville e região.  
As carroças expostas retratam um período longo da história da cidade, com veículos usados na segunda metade do século XIX e outras que circularam até a década de 1970. Além das carroças, o galpão possui uma bicicleta com três rodas do século XIX, carrinhos de mão e acessórios para montaria. Destaque os carros fúnebres, carro de noivos, carro do padeiro e o carroção de São Bento (São Bentowagen) que trazia produtos, principalmente erva-mate, da região de São Bento do Sul para Joinville via Estrada Dona Francisca.

## A casa enxaimel
A casa enxaimel, localizada nos fundos do museu, é uma construção do início do século XX, porém está presente no museu desde 1979 e aberta ao público desde 1980. A casa foi construída originalmente em 1905, na Rua General Valgas Neves, próximo ao Batalhão de Joinville, no bairro Atiradores, próximo ao centro de Joinville. 
O terreno da casa havia sido comprado pelo 62º Batalhão de Infantaria para ampliar o seu espaço e a casa foi então adquirida pelo museu. Mas para chegar até à instituição, ela foi desmontada, já que a técnica de construção Enxaimel permite que a casa seja portante, já que é basicamente uma construção de madeiras entrelaçadas ou encaixadas entre si sem a utilização de pregos, apenas pinos de madeira, tendo o preenchimento de tijolos.  
Os locais mais comuns para se ver casas enxaimel no Brasil são principalmente na região Sul, mas aqui as construções seguem padrões parecidos com preenchimento de tijolo, já na Europa também são utilizados outros materiais como pedras e o própria madeira e também permite que a casa possa ser desmontada e transportada para outro local. 
Hoje, dentro do museu, ela representa a moradia comum entre grande parte dos imigrantes de classe média na Joinville do final do século XIX e início do século XX. 
Na casa de enxaimel há dois pavimentos: um térreo e um sótão. O piso térreo possui assoalho de madeira e se encontra elevado 60 cm do solo. A casa possui um telhado de duas águas, uma para frente e outra para trás. Há também atrás da casa um rancho totalmente de madeira, este não foi construído na técnica enxaimel. O rancho possui chão batido e um telhado de duas águas, que se junta com o telhado da casa. O telhado do rancho está orientado na mesma direção que o da casa: uma água para frente, outra para trás. Tanto a casa de enxaimel, nos seus dois andares, quanto o rancho possuem janelas. As janelas da casa são de vidro e não há venezianas. As janelas do rancho são totalmente de madeira.
O total da área da casa é de 127 metros quadrados.